# The Queen (canción)
«The Queen» —en español: «La reina»— es una canción interpretada por la cantante y compositora estadounidense Lady Gaga e incluida en la versión extendida de su segundo álbum de estudio, Born This Way, de 2011. Gaga la compuso y  produjo con ayuda de Fernando Garibay. Es una canción de música disco que presenta influencias del rock  y una presencia fuerte de la guitarra eléctrica y la campana; su letra tiene como temáticas la valentía y el feminismo.
Luego del lanzamiento del álbum, recibió comentarios en su mayoría positivos de parte de los críticos de música contemporánea. Aunque no se lanzó como sencillo, «The Queen» se posicionó en el puesto número 132 del conteo coreano South Korean Gaon Chart tras vender 272 222 copias digitales, además de llegar a los puestos número 150 y 7 en las listas UK Singles Chart y Hitparade Rock Songs respectivamente. También logró colocarse en el puesto número 36 del conteo The ultimate ranking of Lady Gaga songs, creado por la revista Rolling Stone en 2011. Por otro lado, la canción fue incluida en el repertorio del The Born This Way Ball Tour, tercera gira musical de la cantante.

## Composición y producción

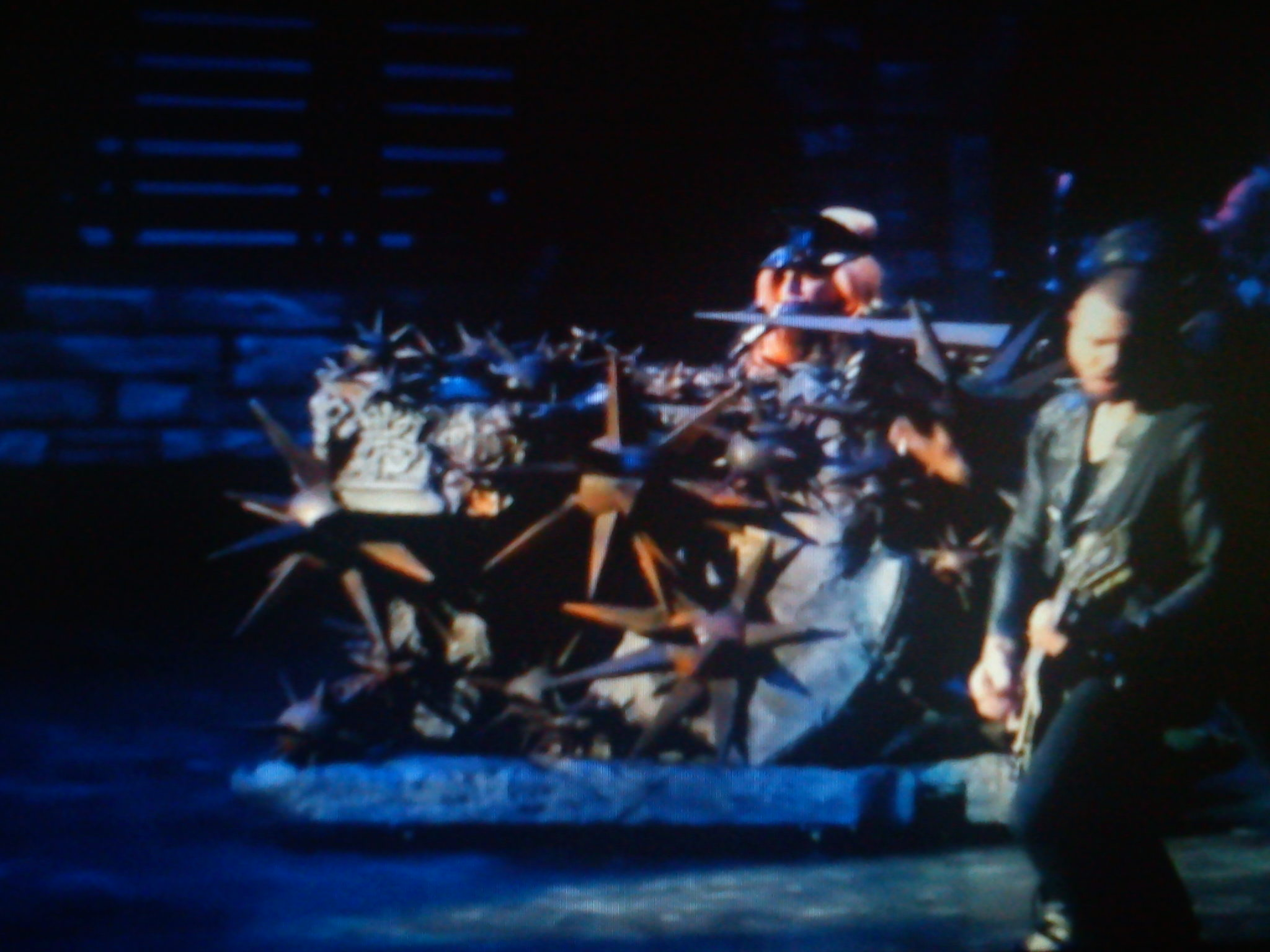
Lady Gaga interpretando «The Queen» en su gira The Born This Way Ball (2013).

Lady Gaga y Fernando Garibay escribieron y produjeron «The Queen». Las sesiones de grabación estuvieron a cargo de Dave Rusell en los estudios Sing Sing, en Canberra, Australia. Rusell también se encargó de la remezcla de Born This Way en los estudios The Mix Room Burbank en California, Estados Unidos. «The Queen» es una canción de música disco que presenta una gama de distintas influencias musicales, tales como el rock,  y el estilo de los 80. Su producción incluye campanas, guitarras eléctricas y piano. Según la ficha sobre «The Queen» publicada por el sitio web Discogs, la voz de Gaga abarca un registro vocal desde si4 a sol5 sostenido.
Un día antes del lanzamiento del disco Gaga publicó en su cuenta de Twitter que la canción «trata de valentía. No tener miedo a ser grande».  «The Queen» comienza con un instrumental de campanas; tras finalizar el interludio, arranca con el verso «esta noche les mostraré de lo que estoy hecha, oh/La reina asesina dentro de mí está viniendo a saludar». Luego de la primera estrofa sigue el estribillo influenciado por el movimiento feminista: «Yo puedo ser la reina que está dentro de mí». Gaga continúa la pista usando dinámica musical en las sílabas «queen, queen, queen». El tema finaliza con el verso: «[Una] noche estrellada/Viene [desde] mi interior como nunca antes/No me olviden cuando llegue llorando a las puertas del Cielo/Volaré/En un Challenger a través del cielo/Como un fénix y así podrás recordarles el sueño que tuve», acompañado con un solo de guitarra eléctrica.

## Recepción

### Comentarios de la crítica

Según el conteo The ultimate ranking of Lady Gaga songs creado por la revista Rolling Stone en 2011, «The Queen» es una de las mejores canciones de la cantante, ubicándose en el puesto número 36 de dicha lista.

«The Queen» recibió comentarios variados, en su mayoría positivos, por parte de los críticos de música contemporánea. Muchas de las revisiones publicadas sobre la pista, coincidían en que su duración era excesivamente larga. El escritor y crítico estadounidense Robert Christgau, en su reseña para Expert Witness sobre la versión extendida de Born This Way, argumentó que: «De las tres canciones adicionales, solo «The Queen» sería un lado B decente». Emily Exton, de Popdust, la llamó «un himno de la pista de baile para todos aquellos que no necesitan de una corona para verse a sí mismos como verdaderos reyes». También criticó su extensa duración, elogió el uso de guitarras eléctricas y la comparó positivamente con el sencillo «The Edge of Glory». Asimismo, Carlos Marcia de Terra cuestionó: «¿Es esta una autoproclamación? Si es así entonces estoy de acuerdo, cuando esta canción comienza a reproducirse, ya estoy convencido que Gaga es la nueva reina del pop» también la describió como «la canción pop perfecta».
Chris Elliott del periódico People's World la comparó con el trabajo de Bruce Springsteen y comentó que es muy notoria la influencia de Springsteen en las letras de Gaga. Max Osman de Examiner criticó su extensa duración y la calificó con 8 de 10 puntos, mientras que Patrick Broadnax de la misma compañía, de igual manera criticó su duración pero la clasificó como «un sonido pop de los 70». También añadió que «no es una gran canción y personalmente es la pista más débil». Cristin Maher de Pop Crush comparó «The Queen» con la música de la década de 1980, también añadió que «tiene una letra feminista que resulta inspiradora». Amy Sciarretto de la misma empresa hizo una crítica individual a la pista, donde la consideró «una canción épica de pista de baile» y también señaló que:

Está llena de real energía, sentimientos líricos que afirman la vida de Gaga y rápidos ritmos pulsantes, "The Queen" fácilmente podría ser utilizado en un comercial y musicalmente es bastante similar a "The Edge of Glory". No estamos sugiriendo que Gaga debe desechar esta canción, sin embargo no es tan buena como "The Edge of Glory" y es muy probable que haya una razón por la cual "The Queen" no apareció en la versión estándar. Gaga declara que puede ser la reina y es sin duda una proclama a todos los pequeños monstruos que buscan en ella algo de apoyo, orientación y coraje y que la ven como su gobernante real, metafóricamente hablando, por supuesto. Suena un poquito como Gwen Stefani cuando ella canta la parte "Woah oh oh" y un solo de guitarra tropical es el que ayuda a cerrar la canción. Lo que resulta raro e interesante, al igual que la misma Madre Monstruo.

Por otra parte, el editor musical Crystal del sitio Autostraddle dio una crítica mixta a la pista, donde añadió: «Una canción pop corta es una buena canción pop. Desafortunadamente esta canción pop tiene una duración de 5 minutos y 17 segundos, lo cual me parece 1.73 minutos más larga de lo necesario. La única parte que me gustó es la marcha inesperada que cambia a la mitad de la pista». Evan Sawdey de Popmatters, en su crítica a Born This Way, comentó que el estribillo de la pista era débil y fácil de olvidar. Carlos Fresneda de El Mundo la describió como «Uno de los temas “sobrantes” que no aporta realmente nada al álbum y que solo contribuye a prolongar innecesariamente la escucha hasta la recta final». Por otra parte, la editora Becky Bain de Idolator hizo una revisión sobre cuán religiosos son los temas de Born This Way, en dicho artículo mencionó: «no estoy convencida si este tema no es también acerca de la muerte de Alexander McQueen, particularmente en la línea “No me olviden cuando llegue llorando a las puertas del Cielo”». Sean Adams, del sitio web Drowned in Sound, describió «The Queen» como una pista de relleno.
En 2020 Richard S. He escribió un artículo para el sitio Vulture sobre cada una de las 109 canciones de la cantante. El crítico colocó a «The Queen» dentro de las 95 mejores canciones de Lady Gaga y comparó su voz con la de la cantante Pat Benatar y la consideró como una canción de rock sintético.

### Desempeño comercial
A pesar de no ser lanzada como sencillo, «The Queen» entró en las principales listas de Corea del Sur, Reino Unido y Suiza. En Corea, la canción debutó en el puesto número 132 del conteo South Korean Gaon Chart, donde se mantuvo una sola semana y alcanzó la cantidad de 272 222 copias vendidas. En Reino Unido durante la primera semana de junio de 2011, «The Queen» debutó en el puesto número 150 mediante el conteo comercial UK Singles Chart. En Suiza, la canción logró alcanzar el puesto número 7 del conteo anual de popularidad de canciones rock Hitparade Rock Songs tras vender 5200 copias digitales en 2011.

## Presentaciones en vivo e impacto social

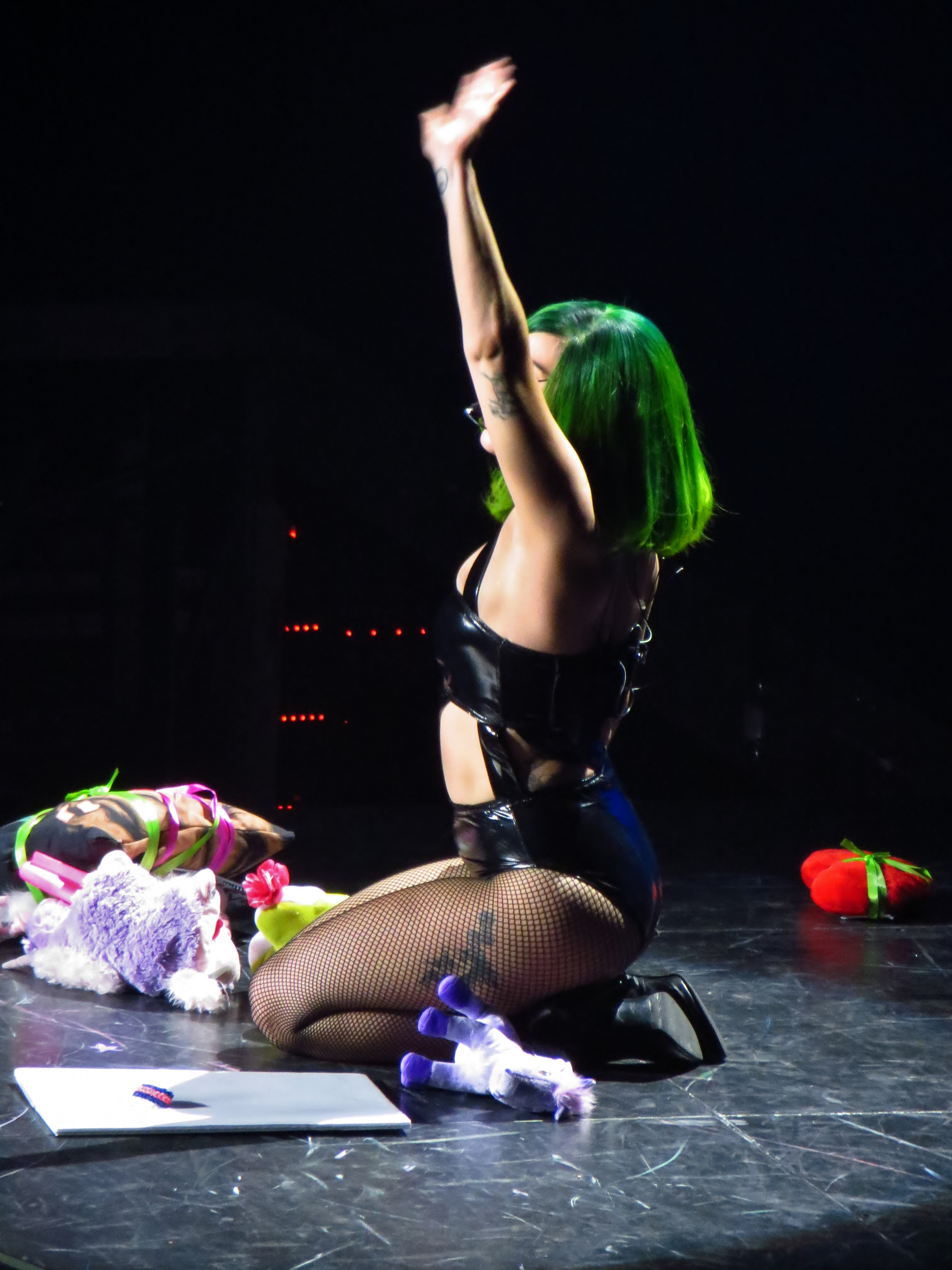
Gaga durante el quinto acto del Artrave: The Artpop Ball Tour (2014) en el que interpretó «The Queen» tras leer el manuscrito.

«The Queen» fue agregada al repertorio del The Born This Way Ball, la tercera gira musical de la cantante, donde Lady Gaga interpretaba el tema desde su piano junto a dos de sus guitarristas. El tema era ejecutado después de «Bad Kids» y antes del sencillo «Yoü and I». En 2013 durante una presentación en Los Ángeles, California, la cantante declaró que la canción era dedicada hacia sus amigos de la comunidad LGBT. El 20 de mayo de 2014 durante la gira Artrave: The Artpop Ball Tour, un admirador de la cantante lanzó una nota al escenario donde explicaba que su hermana sufría violencia doméstica y pedía que interpretara una canción para apoyarla. A modo de respuesta, Gaga cantó «The Queen» apenas terminó de leer el manuscrito.
Antes de suicidarse, Jamey Rodemeyer, admirador de la cantante, publicó mediante su cuenta de Facebook un verso de «The Queen»: «No me olviden cuando llegue llorando a las puertas del Cielo». Rodemeyer escribía sobre sus problemas en sus cuentas de diversas redes sociales, donde se encontraron comentarios agresivos que incitaban su suicidio. Después de lo ocurrido, Gaga anunció mediante su cuenta oficial de Twitter que se reuniría con el presidente Barack Obama para hablar sobre el acoso escolar.

## Posicionamiento en listas

### Semanales
| Corea del Sur | South Korean Gaon Chart | 132 |
| Reino Unido   | UK Singles Chart        | 150 |

### Anuales
| Suiza | Hitparade Rock Songs | 7 |

## Créditos y personal
- Voz principal – Lady Gaga
- Guitarra eléctrica – Kareem «Jesus» Devlin
- Campanas - Paul Pavao
- Grabación y mezcla – Dave Russell
- Producción – Fernando Garibay
- Masterización – Gene Grimaldi
- Escritura – Lady Gaga, Fernando Garibay
- Piano – Lady Gaga

Fuentes: Allmusic y Discogs.